# جایزه بزرگ برزیل
جایزه بزرگ برزیل (به انگلیسی: ‎Brazilian Grand Prix‎) (پرتغالی: Grande Prêmio do Brasil) یک گراند پری از سری مسابقات قهرمانی جهان فرمول یک است که از سال ۱۹۷۲ تاکنون در پیست ژوزه کارلوس پیس واقع در سائو پائولو، برزیل برگزار می‌شود. پرافتخارترین راننده در این گراند پری آلن پروست بوده‌است که در مجموع ۶ بار پیروز این مسابقه شده‌است. همچنین در میان سازندگان نیز مک‌لارن با ۱۲ بار پیروزی در این گراند پری، تاکنون پرافتخارترین سازنده در برزیل بوده‌است.